# Układ jednostek miar MKSA
Układ jednostek miar MKSA (skrót od „metr kilogram sekunda amper”) – układ jednostek miar wielkości elektromagnetycznych. Został zastąpiony przez układ SI, który jednak posiada wszystkie jednostki wcześniej wchodzące w skład MKSA. Jest rozszerzeniem układu MKS o wielkości elektryczne.
Został on oficjalnie zatwierdzony przez Międzynarodowy Komitet Miar w 1946 roku i był w użyciu do 1960.
Jednostki podstawowe: metr (m), kilogram (kg), sekunda (s), amper (A).